# Referendo sobre a independência do Sudão do Sul em 2011
O referendo sobre a independência do Sudão do Sul realizou-se  entre os dias 9 e 15 de janeiro de 2011, para decidir o destino do Sudão do Sul - tornar-se um estado independente ou continuar a ser parte integrante do Sudão.
O referendo foi decidido quando das negociações para o Tratado de Naivasha (2005), entre o governo central de Cartum e o Exército de Libertação do Povo do Sudão. Um referendo simultâneo estava previsto em Abiei, para decidir  se a região ficaria com o norte ou com o sul, mas os líderes não chegaram a um acordo sobre como fazer o pleito e, assim, a votação prevista para 9 de janeiro, não aconteceu.
Os resultados oficiais do referendo foram divulgados no início de fevereiro de 2011, conforme fora programado. A quase totalidade dos eleitores votou pela separação do sul do Sudão. O Sudão do Sul tornou-se um estado independente a partir de 9 de julho de 2011.

## Antecedentes

Sudão apropriado
Darfur
Frente Oriental, área de operações em julho de 2006
Sudão do Sul (referendo em 2011)
Abiei (referendo em 2011)
Montes Nuba e Nilo Azul ("consultas populares" em 2011)

As tensões entre o Sul do Sudão, de população majoritariamente cristã e animista, e o resto do país, de maioria muçulmana, existem pelo menos desde 1956, quando o país se tornou independente do condomínio anglo-egípcio. Após duas guerras civis - a primeira, entre 1955 e 1972, e a segunda, entre 1983 e 2002 - foi criada, através da Resolução 1547 do Conselho de Segurança da ONU, a Missão das Nações Unidas no Sudão (MINUS), com o intuito de facilitar os contatos entre as partes envolvidas. A missão deu apoio às negociações de paz entre o norte e o sul do país e também atuou na região de Darfur, na parte oeste do Sudão. A partir de 2005, a MINUS trabalhou sobretudo no acompanhamento da implementação do Tratado de Naivasha, na assistência a várias áreas afetadas pelos conflitos, na resolução das disputas em torno da região de Abiei, rica em petróleo, e também na preparação das eleições gerais de 2010 e dos referendos de 2011.
Os requisitos prévios para o referendo incluem um recenseamento, que define o modo como a riqueza e o poder político se distribuirão entre as regiões. O censo define as bases de um processo de registo eleitoral, o qual permitiu que se fizessem eleições gerais no Sudão em 2010, o que por sua vez preparou o cenário para o referendo. No início de 2008, o censo foi adiado três vezes por diversos problemas entre os quais se destacam os desacordos entre o norte e o sul sobre as suas obrigações decorrentes do acordo de Naivasha, dificuldades de financiamento e um enorme desafio logístico. No sul, os campos de minas dos tempos da guerra civil dificultavam a movimentação, enquanto quase cinco milhões de sudaneses são nómadas. Mais de dois milhões são deslocados internos do sul e permanecem em campos de refugiados nos arredores de Cartum, a capital do país, enquanto muitos refugiados políticos permanecem no Uganda e no Quénia. Além disso, houve uma complicação adicional conhecida como o conflito do Darfur a oeste, onde civis que tinham fugido dos ataques se negaram a participar no recenseamento com receio de que o governo utilizasse os dados recolhidos contra si. Os grupos rebeldes do Darfur foram unânimes na denúncia contra o censo previsto, enquanto o Movimento Justiça e Igualdade ameaçou atacar qualquer agente censitário.
Existem desacordos entre o Partido do Congresso Nacional e o Exército de Libertação do Povo do Sudão sobre que proporção dos votantes terá que se manifestar a favor da independência (o PCN pede que pelo menos 75% da população apoie a secessão), se se deve permitir votar os sudaneses do sul que vivem no norte, e o processo de separação posterior ao referendo (incluindo a divisão da dívida nacional). Houve progressos moderados no início de setembro de 2010, mas mantiveram-se os desacordos sobre os pontos fundamentais.
Prevê-se celebrar "consultas populares" no Cordofão do Sul e Nilo Azul, sem uma clara referência aos referendos e à independência, existindo preocupação sobre o futuro destas regiões.
Em outubro de 2009, o governo central do Sudão e o governo do Sudão do Sul acordaram que a participação teria que ser de 60% para o referendo ser válido, e que se a participação fosse de 60% ou mais, uma simples maioria de votos a favor da independência dará lugar à efetiva independência do Sudão do Sul De fato, a participação mínima foi ultrapassada em 13 de janeiro.
A data do referendo foi marcada para 9 de janeiro de 2011; caso a participação tivesse sido insuficiente nesse referendo, um segundo referendo seria realizado sessenta dias depois.

## Controvérsias
As autoridades no norte e no sul do Sudão têm sido acusadas de acossar e intimidar os meios de comunicação a fim de evitar a cobertura de dissidentes. Grupos de defesa dos direitos humanos advertiram, nos meios de comunicação, que poderiam ser castigados com mais restrições.
O ministro da Juventude e Desporto, Suwar Majid Haj, do Partido do Congresso Nacional, sugeriu que o governo "não poderá reconhecer os resultados" e deveria "falar com os Estados Unidos, as Nações Unidas e a União Africana e dizer que o Exército de Libertação do Povo do Sudão não cumpriu o Acordo de Naivasha "ao permitir campanhas abertas dos seus soldados em áreas do sul do Sudão (isto é, a norte do Sudão do Sul). Também disse que as potenciais fronteiras entre eles teriam que ser redesenhadas.
Salva Kiir, presidente da região sul e primeiro vice-presidente do Sudão, disse que o momento do referendo será muito importante já que haverá um "risco de regresso à guerra em caso de atraso ou negação deste exercício, e que tal seria a uma escala massiva." Kuol Deim Kuol, porta-voz do Exército de Libertação do Povo do Sudão, acusou o Partido do Congresso de "procurar um pretexto para reiniciar uma guerra" e chamou a Suwar Majid Haj "belicista".
O presidente do Sudão, Omar al-Bashir, acusou o Exército de Libertação do Povo do Sudão de violar os termos do acordo de paz, e ameaçou com retaliação bélica se os conflitos não se resolvessem antes do referendo. Apesar disto, disse estar comprometido com a celebração do referendo, mas insistiu em resolver os desacordos sobre as fronteiras comuns, a forma de partilhar o petróleo, a dívida nacional e a água do rio Nilo.
O Sudão do Sul teme um regresso à guerra civil, se o referendo falhar devido à crescente retórica de ódio entre os habitantes do norte e do sul. No entanto, os mais de 20 partidos políticos do sul deixaram de parte as suas diferenças para dar uma imagem de unidade antes do referendo. o Ministro dos Negócios Estrangeiros da Arábia Saudita, Saud al-Faisal, disse que o referendo poderia "reavivar a violência… em lugar de trazer a paz," e que o voto deve ser "justo e livre."
Os Estados Unidos renovaram as sanções ao Sudão em 1 de novembro de 2010, a fim de pressionar o governo a realizar o referendo no prazo fixado. Os Estados Unidos ofereceram ao Sudão a retirada da lista de estados patrocinadores do terrorismo se os dois referendos se celebrassem a tempo e os resultados fossem respeitados.
Também houve uma campanha mediática para consciencializar os interessados e aumentar a participação.
Sobre as preocupações das Nações Unidas sobre um atraso, os representantes de ambas as regiões afirmaram o compromisso de celebrar o referendo a tempo.
O PCN acusou o ELPS de desalentar os sul-sudaneses que vivem no norte do país de se registar. Além disso, os sudaneses do sul que atualmente residem no norte estão receosos de votar devido ao medo de ser expulsos dos seus lugares. Os muçulmanos nas províncias fronteiriças do sul também expressaram o seu receio de generalização da violência, como consequência do referendo.

### Abiei
As conversações para resolver a situação e os critérios de elegibilidade dos votantes do território em disputa de Abiei foram rompidas em outubro de 2010, embora tanto o PCN e o ELPS tenham afirmado que as suas respectivas comitivas "se reuniriam novamente na Etiópia em finais de outubro para continuar as discussões. Ambas as partes se comprometeram a continuar com o objetivo comum de evitar um retorno ao conflito."
Didiri Mohammad Ahmad, um oficial do PCN, disse que "não será possível" fazer o referendo sobre o futuro de Abiei a tempo, e que este poderia ser atrasado durante meses ou resolver-se sem votação. Disse ainda que "chegamos ao acordo de que nas futuras conversações vamos tratar de procurar outras alternativas."
O ministro de defesa de Sudão, Abdel-Rahim Mohamed Hussein, sugeriu que a votação fosse adiada. "De acordo com a realidade sobre o terreno… as questões fronteiriças e Abiei devem resolver-se no seio de uma nação, porque ao fazê-lo no contexto de dois países livres, abre-se a porta à ingerência estrangeira. O referendo não é o objetivo principal, mas uma ferramenta para consolidar e promover a segurança e a estabilidade." O embaixador do Sudão na ONU Daffa-Alla Elhag Ali Osman disse perante o Conselho de Segurança das Nações Unidas que "é evidente que qualquer tentativa de levar a cabo o plebiscito antes de alcançado um acordo entre as partes (sobre Abiei) significaria o regresso à guerra." Os Estados Unidos disseram estar a trabalhar para evitar o "perigo" que significaria a não realização do referendo.
O governo do Sudão pediu à ONU que realizasse a impressão de cédulas para o referendo, e a comissão eleitoral advertiu que se houvesse qualquer demora, a data limite para a realização da consulta poderia ser ultrapassada.

## Questões
Muitos dos sudaneses do sul que fugiram do sul durante as décadas de guerra civil começaram a regressar para votar no referendo. Alguns políticos do sul esperam que estas pessoas tenham um papel decisivo na votação a favor da independência do Sudão do Sul.
O Egito propôs que o norte e o sul formem uma confederação. Porém, o presidente Omar al-Bashir disse que tal não está em consideração, pelo que a questão do referendo é sobre "a unidade ou a separação. Os nossos irmãos no sul negam presentemente a proposta da confederação. Se o resultado do referendo for a separação, as duas partes irão negociar sobre o futuro das relações entre ambas." Cinco dias antes do referendo, ou seja, 4 de janeiro de 2011, Omar Al-Bashir visitou Juba, a cidade que serve de capital da região do Sudão do Sul, para uma série de contactos com líderes independentistas e opositores políticos.
A divisão das receitas do petróleo é também um problema. Estima-se que 85% da produção petrolífera do país venha do Sudão do Sul, embora o sul nunca tenha tido uma "parte justa" dos benefícios oriundos das receitas petrolíferas.
Uma grande dúvida é se Omar al-Bashir (que é acusado de genocídio e crimes contra a humanidade na região do Darfur), estaria disposto a prescindir de um quarto do território, onde se concentra a maior parte da produção de petróleo. No final de 2010, ele proferiu palavras de apaziguamento, com promessas de "ajuda" para "construir" um país "irmão", "seguro e estável", se for essa a escolha dos eleitores. "Agora dizemos aos nossos irmãos do Sudão-Sul: "A bola está do vosso lado e a decisão é vossa. Se escolherem a unidade, sejam bem-vindos, e se escolherem a secessão, bem-vindos sejam"", terá afirmado.

## Votação
A inscrição para a votação ocorreu entre 15 de novembro e 15 de dezembro de 2010. O presidente do Sudão do Sul, Salva Kiir, foi o primeiro dos  quase quatro milhões de sul-sudaneses registados (3 930 000, de acordo com fontes oficiais, e que poderão votar tanto na própria região como nos países da diáspora, incluindo a Austrália, Egito, Reino Unido e Estados Unidos.
No dia 13 de janeiro foi anunciado que a participação popular mínima de 60% que era exigida para a validação do resultado eleitoral foi alcançada.
Apesar do clima geral de tranquilidade, o referendo ficou também marcado por atos de violência que provocaram a morte de, pelo menos, 55 pessoas. Os casos mais graves decorreram de confrontos entre tribos rivais - dincas, sulistas, e messirias, nortistas -,  na região de Abiei, onde deveria ter ocorrido um referendo paralelo sobre a pertença da região ao Norte ou ao Sul. Um ataque a uma caravana de sulistas na província nortista de Cordofão do Sul, que provocou dez mortes.
No sul, 3.135.000 pessoas (83% dos eleitores) tinham votado até ao último dia do referendo. No Norte, o número de naturais do Sul que se tinham pronunciado era de 62 mil, uma participação de 53%, e, no estrangeiro, o número de votantes era de 55 mil, correspondentes a 80%. Uma hora antes do encerramento das urnas, segundo a AFP, um bispo da igreja episcopal de Juba, Paul Yugusuk, soprou a "última trombeta", uma espécie de vuvuzela cor-de-laranja, coberta por uma bandeira do Sul do Sudão. "É um sinal para mostrar que não é apenas o fim da votação, mas o fim da escravatura, da opressão e o começo da nossa liberdade", declarou. A convicção geral é de que a opção independentista triunfará, mas os resultados definitivos só deverão ser conhecidos no início de fevereiro. Nas eleições de abril de 2010, os ex-rebeldes sulistas, que durante mais de duas décadas combateram o governo de Cartum, obtiveram 93% dos votos.

## Consequências da independência

Bandeira do Sudão do Sul.

Serão muitas as consequências da separação do Sudão do Sul, além das consequências internas para o Sudão. Além da criação de um novo país no mundo, diz-se que um voto positivo no referendo do Sudão do Sul assinalaria um precedente para outros movimentos secessionistas no continente africano como o da Somalilândia, da República Árabe Saaraui Democrática, dos Camarões do Sul e da República de Cabinda. Segundo análise da rede Al Jazeera, algumas das razões para a secessão seriam a falta de experiência das elites políticas pós-coloniais no governo dos respetivos países e a gestão dos recursos naturais; o impacto da Guerra Fria, na qual muitos países africanos tomaram partido, prestando uma soberania inexistente; preconceitos tribais e corrupção que dominam a política africana e o fracasso dos governos para proporcionar as liberdades básicas como plena garantia de cidadania para todos.
Como dois importantes membros da União Africana, a Nigéria e a África do Sul poderiam ser aversos a apoiar um novo e independente Sudão do Sul devido ao reconhecimento do mesmo poder "enviar uma mensagem muito clara aos grupos dos seus próprios países que lutam por autonomia."
O Sudão, com os seus 2 505 813 km² de hoje, é o décimo maior país do mundo, posição que deixaria de ocupar, já que ao perder os 619 000 km² do Sudão do Sul, contaria com somente 1 886 813 km², convertendo-se no 15.º maior país do mundo, e fazendo com que a Argélia, a República Democrática do Congo, a Gronelândia (este um território autónomo mas não independente), a Arábia Saudita e o México subissem suas posições na ordenação mundial de países por área. O Sudão do Sul passaria a ocupar o posto 45.º nessa lista.

## Resultados
Segundo a primeira apuração oficial, cerca de 98,1% dos eleitores votaram pela separação do sul do Sudão, tendo sido apuradas, até 21 de janeiro de 2011, cerca de 80% das urnas da região e 100% das urnas de fora da região. Está previsto para o início de fevereiro a divulgação oficial do resultado do plebiscito.
Em 25 de janeiro, os resultados finais revelaram-se amplamente favoráveis à independência, com 98,81% dos votos a conduzir o país à independência. Os resultados finais foram, de um universo de 3 793 572 votantes, 3 734 280 pela independência, 44 830 pela permanência no Sudão unido, havendo 6 194 votos em branco e 8 268 nulos.
Porém, no estado de Darfur do Sul, o resultado foi bastante diferente, com cerca de 63,2% dos eleitores votando pelo país unido e apenas 36,8% votando pela divisão, o que pode representar mais um problema para o novo país. Um dos motivos para o resultado nesse estado seria o alistamento de moradores de Darfur do Norte como sendo do estado vizinho.